# Benjamín Arellano Félix
Benjamín „El Min“ Arellano Félix (* 12. März 1952  in Culiacán) ist ein mexikanischer Drogenhändler und das einstige Oberhaupt des Tijuana-Kartells, welches auch als Arrellano-Félix-Organisation bekannt ist.

## Kriminelle Karriere
Schon von seiner Jugend an, als er 16 Jahre alt war, hatte Benjamín bereits mit Drogenbossen wie Ernesto Fonseca „Don Neto“ Carrillo, Mitbegründer des Guadalajara-Kartells, zu tun.
Die Familie Arellano Félix verließ in den späten 1970er Jahren Culiacán und begann, Kokain nach Los Angeles County zu schmuggeln, wo die Behörden von Benjamín und seinem Bruder Eduardo erfuhren, nachdem sie wegen des Besitzes von zwei Kilo Kokain verhaftet worden waren. Anfang der 1980er Jahre etablierte sich der älteste Bruder, Benjamín, in Tijuana, wo er und sein Bruder Ramón begannen, das millionenschwere Geschäft zu planen, das sich schließlich in die Vereinigten Staaten, Europa, Asien und Südamerika ausdehnen sollte. Auf dem Höhepunkt ihres Netzwerks während der 90er Jahre, waren sie verantwortlich für die Lieferung zwischen 40 und 70 Prozent des Kokainhandels in den Vereinigten Staaten. Den Brüdern wird eine Vielzahl von Verbrechen angelastet, darunter die Ermordung des Erzbischofs von Guadalajara Kardinal Juan im Mai 1993, sowie das Attentat auf den Journalisten Jesús Blancornelas Ende 1997. Mit großen Mengen an Bestechungsgeldern in Höhe von geschätzten 1 Million US-Dollar pro Woche für mexikanische Politiker und Polizeikommandanten, konnte sich die Organisation diverse Protektionen erkaufen.
Benjamín verwaltete und beaufsichtigte alle Drogenhandelsaktivitäten des Kartells. Seit 1989 befand er sich auf der Grundlage einer Anklage, die am 2. Mai 1989 in San Diego wegen Verschwörung, Geldwäsche, Drogenhandel und dem Betrieb einer kriminellen Organisation erlassen wurde, auf der Flucht.
Die Arellano Félix Brüder waren es, die 1992 Ismael „El Mayo“ Zambada García und seinen Partnern El Chapo und Héctor „El Güero“ Palma Salazar den Krieg erklärten, weil sie ihnen 20 Millionen Dollar für den Drogenimport mittels ihrer Route in die USA schuldeten. Zwischen 1989 und 1992 kontrollierten sie alle Transferrouten nach Kalifornien und Arizona. Mit der ersten Inhaftierung von El Chapo im Jahr 1993, konnten die Arellano Félix Brüder die Schlacht gewinnen.
Gegen Benjamín und seinen Bruder Ramón öffneten die US-Behörden am 11. Mai 2000 eine Anklage von zehn Punkten, in der sie beschuldigt wurden, eine Drogenschmuggelorganisation zu betreiben und rivalisierende Drogenhändler, Informanten und Polizeibeamte zu entführen und zu ermorden. Das US-Außenministerium hat eine Belohnung von 2 Millionen US-Dollar für Informationen angeboten, die zur Gefangennahme von Ramón führen.
Am 2. Juni 2000 wurden beide Brüder durch das Finanzministerium der Vereinigten Staaten im Rahmen des Foreign Narcotics Kingpin Designation Acts (Gesetz zur Kennzeichnung ausländischer Drogenhändler) in den USA, als eine in den Drogenschmuggel involvierte Person gelistet. Dies verbietet den Bürgern und Firmen der USA jegliche Art von Geschäftsaktivitäten mit ihnen und ließ praktisch alle ihre Vermögenswerte in den USA einfrieren.

## Festnahme und Verurteilung
Die DEA erfuhr, dass Benjamíns älteste Tochter eine sehr erkennbare und seltene Gesichtsdeformität hatte und dass sie der „weiche Kern“ im gewaltsamen Leben ihres Vaters war. Indem sie nach ihr suchten, fanden sie ihren Vater. Benjamín Arellano Félix wurde am 9. März 2002 von der mexikanischen Armee im Bundesstaat Puebla verhaftet. Einen Monat zuvor, am 10. Februar, wurde sein Bruder Ramón während einer Verkehrskontrolle von einem Polizisten tödlich angeschossen, nachdem dieser von Ramón angeschossen wurde und später seinen Wunden erlag. Der Bruder Francisco Javier übernahm fortan die Führung der Organisation.
Benjamín wurde am 29. April 2011 in die Vereinigten Staaten ausgeliefert, um sich einer Anklage wegen Kokainhandel in Kalifornien zu stellen. Am 4. Januar 2012 bekannte er sich wegen Erpressung und Verschwörung zur Geldwäsche für schuldig und wurde am 2. April 2012 zu 25 Jahren Haft verurteilt. Nach Ende seiner Haftstrafe wird er nach Mexiko zurückgeschickt, wo er weitere 22 Jahre in Haft verbüßen soll.
Einige Gegenstände, die während seiner Festnahmen beschlagnahmt wurden, sind im Museo del Enervante in Mexiko-Stadt ausgestellt. Die Behörden sind nicht sicher, wo Benjamíns Gelder, abgesehen von einigen Immobilieninvestitionen in Tijuana, lagern. Mexikanische Beamte sagen, es wurde in US-Immobilien investiert, während ihre US-Kollegen sagen, dass viel davon in Mexiko als Bargeld versteckt ist.

## Film und Fernsehen
- 2017: Darstellung in der Filmfigur Benjamín Avendaño durch Carlos Hernán Romo, in der Serie El Chapo.
- 2018: Darstellung in der Serie Narcos: Mexico, durch Alfonso Dosal.